# Pierre-Yves Dermagne
Pour les articles homonymes, voir Dermagne.
 (février 2021).
Si vous disposez d'ouvrages ou d'articles de référence ou si vous connaissez des sites web de qualité traitant du thème abordé ici, merci de compléter l'article en donnant les références utiles à sa vérifiabilité et en les liant à la section « Notes et références ».

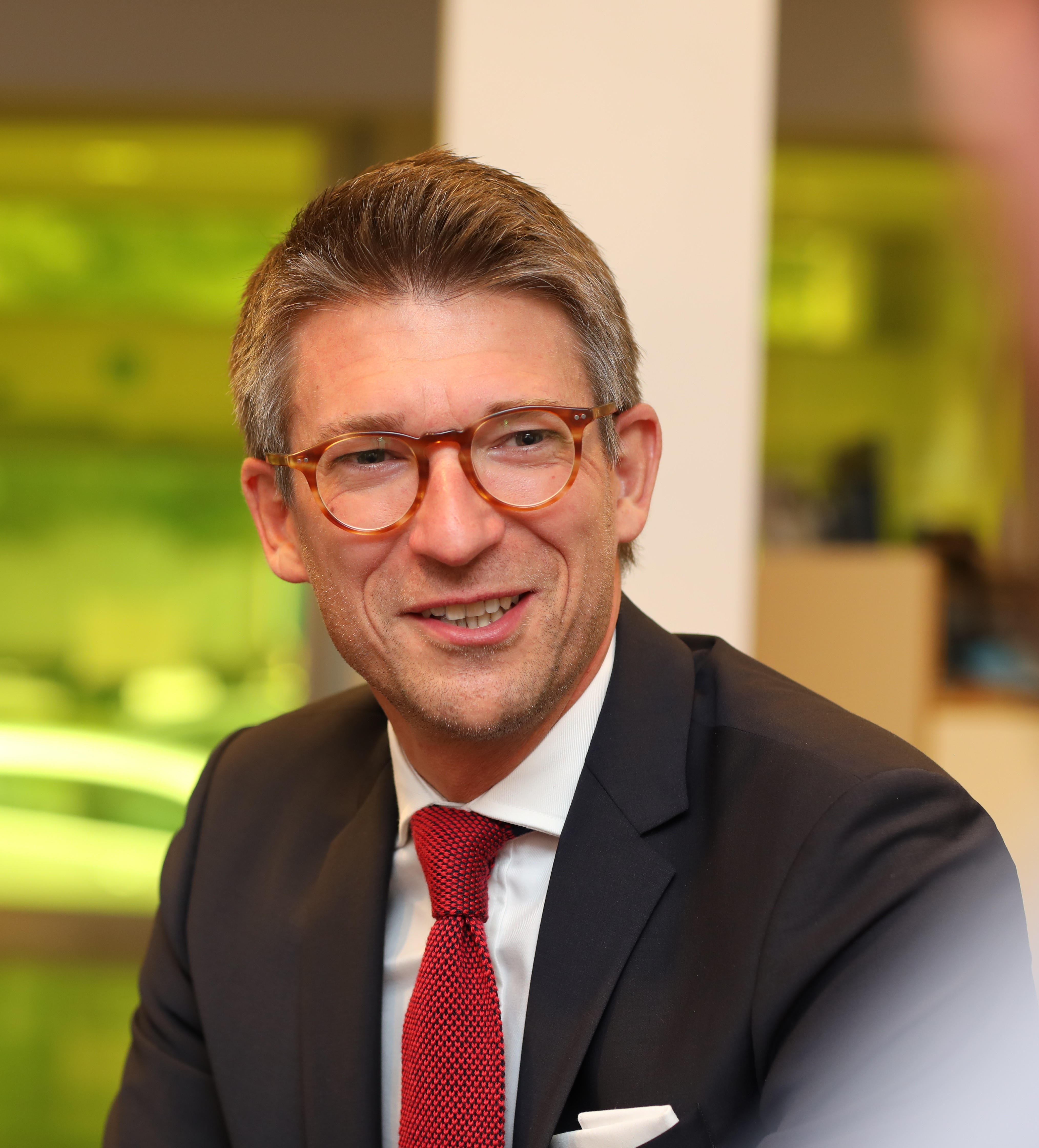
Pierre-Yves Dermagne 2020

Pierre-Yves Dermagne, né le 30 décembre 1980 à Namur, est un homme politique belge, membre du Parti socialiste, chef du groupe PS à la Chambre des Représentants et Premier échevin (chargé des Finances et de la Culture) de la commune de Rochefort (province de Namur).
Il fut ministre des Pouvoirs locaux, du Logement et des Infrastructures sportives en 2017 au sein du Gouvernement Magnette, des Pouvoirs locaux et du Logement de 2019 à 2020 au sein du Gouvernement Di Rupo III et vice-Premier ministre, chargé de l'Économie et du Travail, d'octobre 2020 à février 2025 au sein du Gouvernement De Croo.

## Biographie
Pierre-Yves Dermagne est le fils aîné de Madeleine Barnich et de Jean-Marie Dermagne, avocat au barreau de Dinant. Il est licencié en droit (Université catholique de Louvain, 2003) et avocat. Il fut attaché parlementaire (Parlement wallon), chef de cabinet adjoint et conseiller ministériel, avant de siéger, à la suite des Élections communales et provinciales belges de 2006, comme conseiller communal (Rochefort) et provincial (Namur).
Réélu lors des élections communales et provinciales belges de 2012, il devient Premier échevin de Rochefort.
Aux Élections régionales belges de 2014, il est élu député au sein du Parlement wallon et du Parlement de la Communauté française de Belgique.
Le 26 janvier 2017, il remplace Paul Furlan en tant que ministre wallon des Pouvoirs locaux, du Logement et des Infrastructures sportives, à la suite de la démission de ce dernier. Son court mandat sera principalement consacré à l'amélioration de la gouvernance publique, dans la foulée de l'affaire Nethys.
Le 28 juillet 2017, à la suite d'une motion de méfiance adoptée par le Parlement wallon envers le Gouvernement Magnette, Pierre-Yves Dermagne retrouve son échevinat à Rochefort et les bancs du Parlement wallon en tant que député et chef du groupe PS PS.
Il remporte les élections communales de 2018 à Rochefort avec 2 109 voix de préférence et devient Bourgmestre.
Aux Élections régionales belges de 2019 mai 2019, ses 8 544 voix de préférence le placent dans les 25 % des membres de son groupe politique disposant du plus haut taux de pénétration. Selon le décret décumul, cela l'autorise à cumuler son mandat de député wallon et celui de bourgmestre.
Le 13 septembre 2019, il devient ministre wallon du Logement, des Pouvoirs locaux et de la Ville. Son action dans le Gouvernement Di Rupo III portera à nouveau sur la gouvernance publique, mais lui permettra également, entre autres, d'initier un large plan de rénovation énergétique du logement public.
Le 1er octobre 2020, il devient Vice-Premier ministre fédéral et ministre de l'Économie et du Travail dans le Gouvernement De Croo. Christophe Collignon lui succède à la Région wallonne.
Son parcours au sein du Gouvernement fédéral risque de tourner court en juillet 2021, lorsqu'il menace de démissionner si le Gouvernement De Croo ne parvient pas à empêcher la dégradation de la situation de sans-papiers en grève de la faim. Aucun décès ne sera heureusement à déplorer et une solution sera trouvée pour les grévistes. 
A son bilan figurent notamment la réforme du statut d'artiste et la création des statuts des travailleurs de plateforme ou des travailleurs du sexe, premières mondiales saluées dans la presse étrangère. Mais aussi l'augmentation du salaire minimum ainsi que diverses mesures d'aides visant à amortir le choc de la crise du coronavirus ou, ensuite, de compenser les surcoûts énergétiques à la suite du déclenchement de la guerre en Ukraine.
Pour récompense de certains de ces acquis, la Société des auteurs et compositeurs dramatiques lui décerne en 2024 la Médaille Beaumarchais.
Aux Élections législatives fédérales belges de 2014, il est élu député fédéral de la circonscription de Namur.
Lors des Élections communales et provinciales belges de 2024, il est réélu conseiller communal et désigné Premier échevin (chargé des Finances et de la Culture) de Rochefort, empêché du fait de sa fonction ministérielle (en affaires courantes).
À la suite de la chute du Gouvernement De Croo, il devient chef du groupe PS à la Chambre des Représentants et retrouve sa fonction de Premier échevin de Rochefort.

## Décoration
- Commandeur de l'ordre de Léopold (2024)[12]
- Médaille Beaumarchais (2024)

## Carrière politique
- Chef du groupe PS à la Chambre des Représentants depuis le 3 février 2025
- Premier échevin (chargé des Finances et de la Culture) de Rochefort depuis le 3 février 2025
- Député fédéral depuis le 9 juin 2024
- Vice-Premier ministre chargé de l’Économie et du Travail du 1er octobre 2020 au 2 février 2025
- Bourgmestre de la ville de Rochefort du 3 décembre 2018 au 2 décembre 2024
- Ministre wallon du Logement, des Pouvoirs locaux et de la Ville, du 13 septembre 2019 au 1er octobre 2020
- Ministre wallon des Pouvoirs locaux, de la Ville, du Logement et des Infrastructures sportives du 26 janvier 2017 au 28 juillet 2017
- Député wallon et de la Communauté française de l'arrondissement de Dinant-Philippeville du 25 mai 2014 au 9 juin 2024
- Premier échevin de la ville de Rochefort de 2012 à 2018
- Député provincial de la province de Namur en 2012
- Conseiller provincial de 2006 à 2014
- Conseiller communal de la ville de Rochefort depuis 2006